# ФК Чорна ШЕ

ФК Чорна ШЕ (мађ. Csornai SE), је мађарски фудбалски клуб. Седиште клуба је у Чорни, Ђер-Мошон-Шопрон, Мађарска. Боје клуба су зелена и бела. Такмичи се у НБ III и Жупанијској лиги група I. Своје домаће утакмице играју на Спортском центру Иштван Кочиш.

## Историјат
Претходник Чорне, Рабакези шпорт еђешилет (РСЕ), основан је 21. фебруара 1910. године, а за његовог председника је био изабран др Деже Чанк. Током сто година за удружење је радило 30 председника. За 100 година у удружењу је дуже или краће деловало 16 одељења. 
У оквиру удружења фудбалска секција је радила непрекидно и стара је преко 100 година, у чијем оквиру егзистирају различите омладинске старосне групе и тим за одрасле. Рукометно одељење има  преко 50 година и радило је са омладинским, резервним и одраслим екипама. Такође, угашено одељење куглања, које је радило са мушким и женским екипама, такође је постојало скоро 50 година. 
Током свог 100 година рада, Удружење је имало различите одсеке, као што су кошарка, атлетика, пливање, бокс, шах, планинарење, тенис, гађање у мете, стони тенис, мачевање, гуслање, карате, коњички спорт. Боја асоцијације је у почетку била зелено-бела, затим је постала бела и црвена и сребрно бела и зелена, а сада је поново зелено-бела.

## Промена имена
- 1910 - 1914.: Рабакези шпорт еђлет − Rábaközi Sportegylet
- ? - 1927.: Чорна шпорт еђлет − Csornai Sport Egylet
- 1927 - 1928.: Рабакези шпорт еђлет − Rábaközi Sportegylet
- 1928 - 1941.: Чорна шпорт еђлет − Csornai Sport Egylet
- 1941 - 1945.: Чорна католикуш легењеђлет − Csornai Katolikus Legényegylet
- 1945 - 1949.: Чорна шпорт еђлет −  Csornai Sport Egylet
- 1949 - 1951.: Чорна СШЕ − Csornai SzSE
- 1951 - 1954.: 1Чорна Киниж ШК − Csornai Kinizsi SK
- 1954 - 1957.: Чорна Трактор ШК − Csornai Traktor SK
- 1957.: Спојио се са Чорнаи Дожа −  Csornai Dózsa
- 1957 - 1994.: Чорна шпорт еђешилет − Csornai Sport Egyesület
- 1994 - 1996.: Чорна Риглер ШЕ − Csorna-Riegler SE
- 1996 – данас: Чорна шпорт еђешилет − Csornai Sport Egyesület

## Навијачи
Тим има навијачку песму у продукцији ЕВЕ СИКС.